# Eunidia partegriseicornis
Eunidia partegriseicornis là một loài bọ cánh cứng trong họ Cerambycidae.